# Силин, Георгий Николаевич
Георгий Николаевич Силин (1882 — не ранее 1939) — русский офицер, герой Первой мировой войны, участник Белого движения.

## Биография

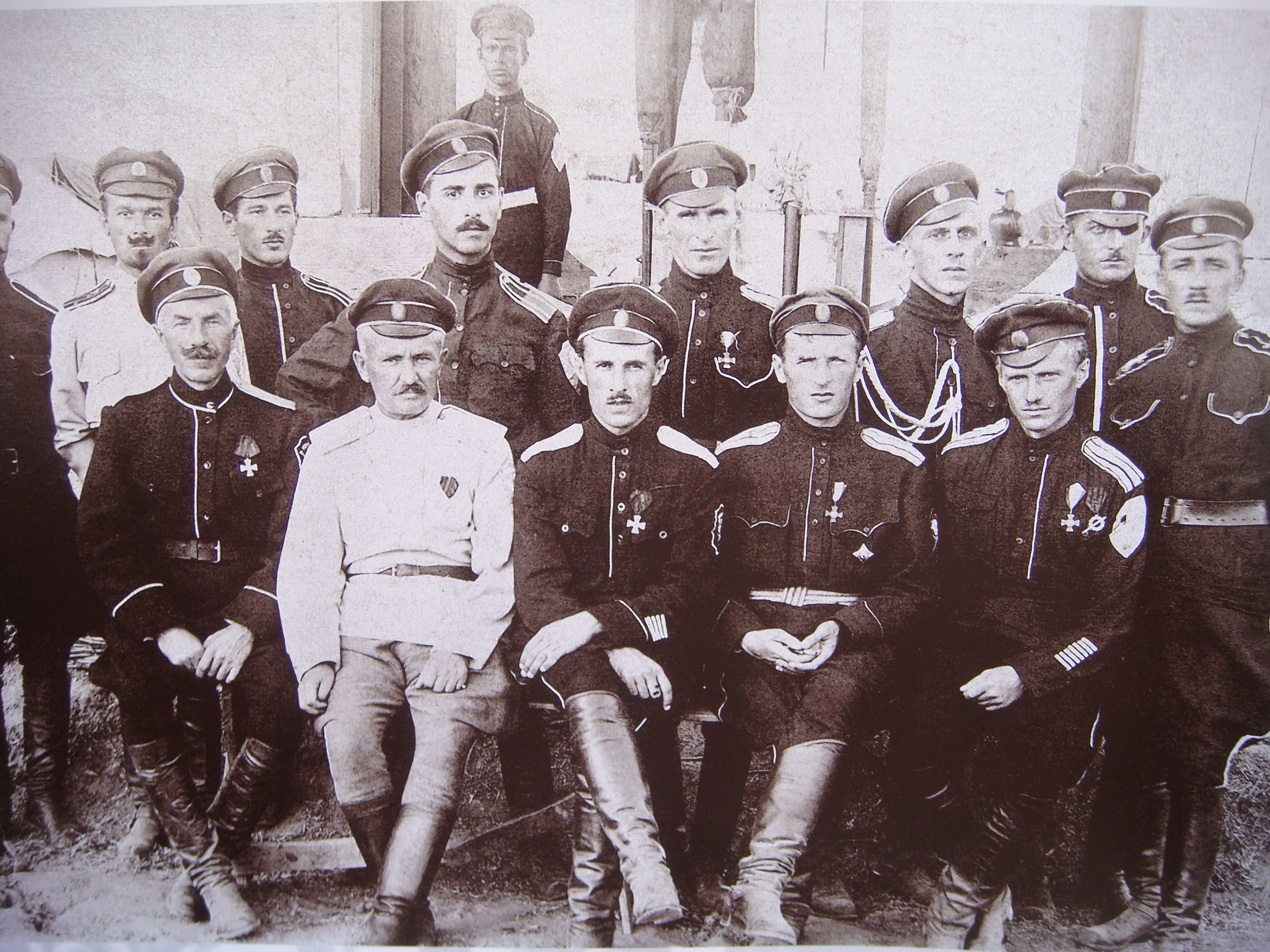
Корниловцы в Галлиполи (крайний слева полк. Силин)

Уроженец Самарской губернии. Младший брат Борис — также георгиевский кавалер.
В 1905 году окончил Одесское пехотное юнкерское училище, откуда выпущен был подпоручиком в 13-й пехотный Белозерский полк. 28 ноября 1905 года переведен в 138-й пехотный Болховский полк, а 10 августа 1906 года — обратно в 13-й пехотный Белозерский полк. Произведен в поручики 1 октября 1908 года. 3 мая 1909 года переведен в 138-й пехотный Болховский полк. Произведен в штабс-капитаны 15 декабря 1912 года.
В Первую мировую войну вступил в должности начальника пулеметной команды 138-го пехотного Болховского полка. Удостоен ордена Св. Георгия 4-й степени
За то, что в бою 7 и 8 марта 1915 года, при атаке сильно укрепленной высоты 906 у с. Камионка, командуя пулеметами, настолько ослабил огонь противника, что позволил полку овладеть высотой.
Произведен в капитаны 4 июля 1915 года «за отличия в делах против неприятеля», в подполковники — 4 июня 1916 года. В 1917 году был переведен в 137-й пехотный Нежинский полк. Произведен в полковники 6 октября 1917 года.
В Гражданскую войну участвовал в Белом движении на Юге России. В 1919 году был помощником командира, а затем командиром 1-го сводного полка 52-й пехотной дивизии в составе Добровольческой армии и ВСЮР. С 13 августа 1919 года был назначен командиром 2-й бригады 8-й пехотной дивизии, а осенью того же года — командиром возрожденного 75-го пехотного Севастопольского полка. В 1920 году участвовал в Бредовском походе, был интернирован в Польше. На 23 апреля 1920 года — командир того же полка в лагере Стржалково. Летом 1920 года прибыл в Русскую армию, где был назначен командиром 4-го батальона 2-го Корниловского ударного полка. Участвовал в Заднепровской операции, 14 октября 1920 года 3-й и 4-й батальоны под командой полковника Силина были отправлены в колонию Ольгофельд для усиления 3-го Корниловского ударного полка. Эвакуировался из Севастополя на транспорте «Корнилов». На 18 декабря 1920 года — в 7-й роте Корниловского полка в Галлиполи. Осенью 1925 года — в составе того же полка в Болгарии, генерал-майор.
В эмиграции в Югославии, в 1939 году — в Белграде. Дальнейшая судьба неизвестна. Был женат, имел сына.

## Награды
- Орден Святого Владимира 4-й ст. с мечами и бантом (дополнение к ВП 25.12.1914)
- Орден Святого Георгия 4-й ст. (ВП 9.09.1915)
- Орден Святой Анны 3-й ст. с мечам и бантом (ВП 10.11.1915)
- Орден Святой Анны 4-й ст. с надписью «за храбрость» (ВП 20.10.1916)